# North European Basketball League
De North European Basketball League (NEBL) was een basketbal league opgericht in 1998 door Šarūnas Marčiulionis. De competitie was het eerste commerciële project van een regionale competitie in Europa en was aanvankelijk bedoeld voor de deelname van de beste basketbalteams uit vijf landen - Litouwen, Letland, Estland, Zweden en Finland.

## Geschiedenis
In 1999 vond de eerste competitie plaats met acht teams uit voornoemde landen. Uiteindelijk begon het toernooi zijn regionale karakter te verliezen met meer clubs uit Centraal-Europa (Polen, Tsjechië), West-Europa (Denemarken, Duitsland, België, Nederland, Groot-Brittannië) en Oost-Europa (Rusland, Oekraïne, Wit-Rusland) en Zuid-Europa (Bulgarije, Macedonië, Roemenië, Servië) en zelfs uit Israël en Turkije. Er waren 31 teams uit 19 landen (van Israël tot Groot-Brittannië) die deelnamen aan het 2001-02 toernooi. De Final-Four van de NEBL werd altijd gespeeld in Vilnius, Litouwen. In 2002 verloren de topclubs zoals CSKA Moskou, Žalgiris Kaunas en Maccabi Tel Aviv hun interesse in de competitie ten gunste van een nieuw georganiseerde en commercieel veel aantrekkelijke EuroLeague. In het seizoen 2002-03 werd er geen (groepsfase) van het toernooi gehouden. De vier beste teams van de Northern Conference in de FIBA Europe Champions Cup speelden voor de laatste NEBL titel in een Final-Four. De NEBL zou later worden omgezet (sinds 2004) in de Baltic Basketball League met de tien beste basketbalteams uit Litouwen, Letland en Estland.

## Winnaars van de NEBL
| Jaar | Plaats  | Winnaar                | Uitslag | Tegenstander           |                        | 3e       | Uitslag              | 4e |
| ---- | ------- | ---------------------- | ------- | ---------------------- | ---------------------- | -------- | -------------------- | -- |
| 1999 | Vilnius | Žalgiris Kaunas        | 83 - 81 | ASK/Brocēni/LMT Riga   | Lietuvos rytas Vilnius | 95 - 87  | Plannja Basket       |    |
| 2000 | Vilnius | CSKA Moskou            | 95 - 77 | Lietuvos rytas Vilnius | Žalgiris Kaunas        | 110 - 88 | BK Kiev              |    |
| 2001 | Perm    | Ural-Great Perm        | 88 - 81 | Žalgiris Kaunas        | Lietuvos rytas Vilnius | 103 - 74 | CSKA Moskou          |    |
| 2002 | Vilnius | Lietuvos rytas Vilnius | 79 - 74 | Ural-Great Perm        | BK Ventspils           | 81 - 63  | MKS Polonia Warschau |    |
| 2003 | Vilnius | UNICS Kazan            | 93 - 90 | Lietuvos rytas Vilnius | Anwil Włocławek        | 78 - 65  | Prokom Trefl Sopot   |    |

## Winnaars aller tijden
| Cups | Club                   | In:  |
| ---- | ---------------------- | ---- |
| 1    | Žalgiris Kaunas        | 1999 |
| 1    | CSKA Moskou            | 2000 |
| 1    | Ural-Great Perm        | 2001 |
| 1    | Lietuvos rytas Vilnius | 2002 |
| 1    | UNICS Kazan            | 2003 |

## Per land
| Cups | x clubs | Land     |
| ---- | ------- | -------- |
| 3    | 3       | Rusland  |
| 2    | 2       | Litouwen |